# Richard Crenna
Richard Donald Crenna (Los Angeles, 30 novembre 1926 – Los Angeles, 17 gennaio 2003) è stato un attore, regista e produttore televisivo statunitense di origine italiana.

## Biografia
Richard Crenna nacque da una famiglia di emigranti italiani da Angera, provincia di Varese, da parte del padre. Il padre, Domenick Anthony Crenna, era un farmacista e la madre Edith J. Pollette gestiva un hotel. Dopo le scuole superiori, frequentò la University of Southern California, specializzandosi nelle arti teatrali.
Cominciò la sua carriera prendendo parte ad una serie di programmi radiofonici: My Favourite Husband, Boy Scout Jamboree, A Date With Judy, The Great Gildersleeve e Our Miss Brooks. Quest'ultimo venne interpretato da Crenna anche nella trasposizione televisiva. Lasciato Our Miss Brooks, passò a far parte del cast della serie TV The Real McCoys, assieme a Walter Brennan.

### La televisione e il cinema
Crenna ottenne il primo ruolo da protagonista con la serie televisiva Slattery's People (1964), che gli permise di confermare le sue doti da attore drammatico. Da qui ottenne ruoli di rilievo sul grande schermo, come quello del colonnello Trautman in Rambo (1982), Rambo II (1985) e Rambo III (1988), senza però abbandonare la televisione, dove interpretò la serie The Rape of Richard Beck, che gli valse un Emmy Award, e dove apparve - tra gli altri - in un episodio de La signora in giallo, a fianco di Angela Lansbury.
Il 23 maggio 1988 gli è stata dedicata una stella alla Hollywood Walk of Fame al 6714 Hollywood Blvd.
Morì il 17 gennaio 2003 a causa di un cancro al pancreas, all'età di 76 anni.

## Filmografia parziale

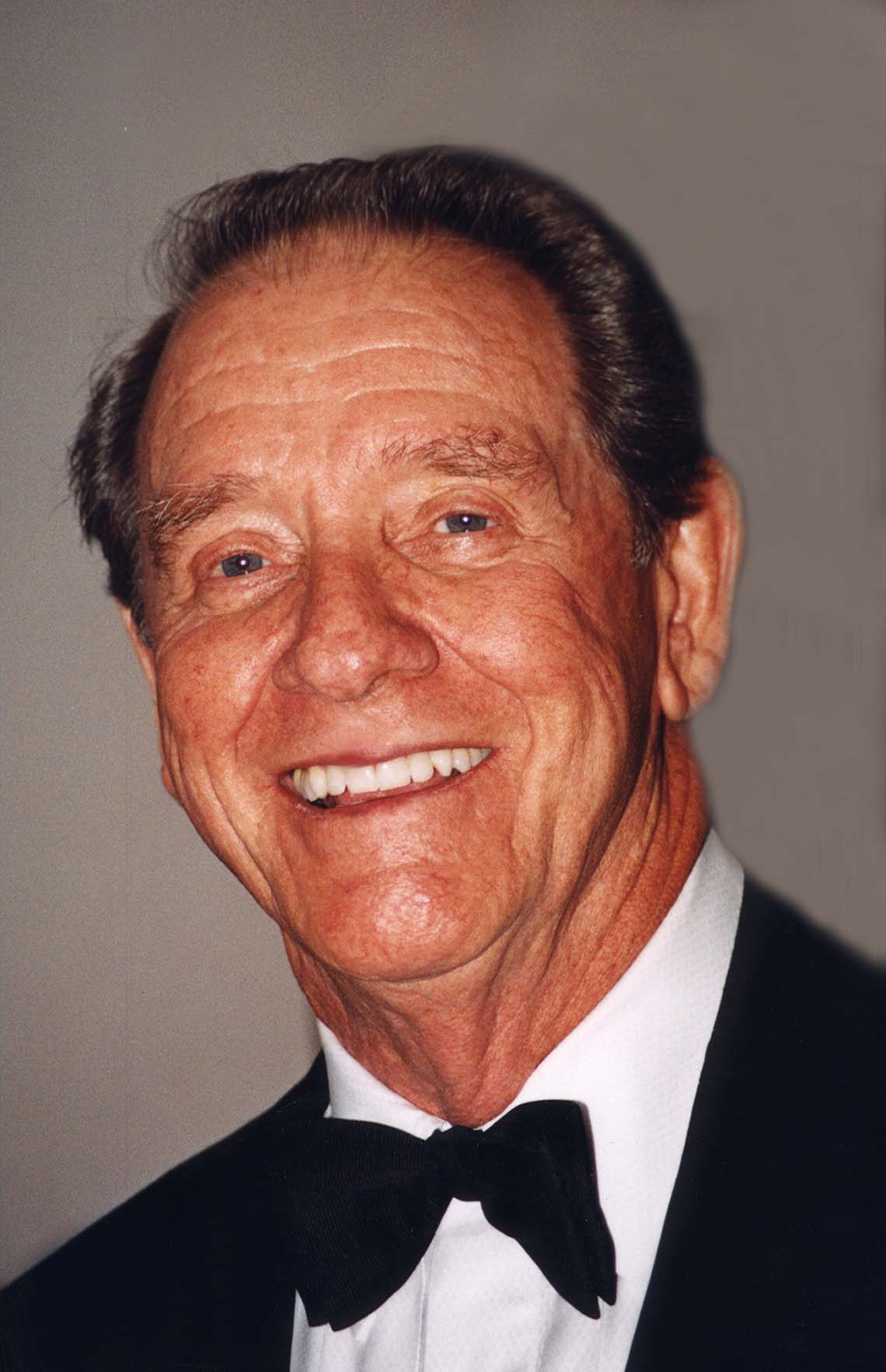
Richard Crenna nel 1998

### Cinema
- L'arma del ricatto (Over-Exposed), regia di Lewis Seiler (1956)
- A braccia aperte (John Goldfarb, Please Come Home!), regia di J. Lee Thompson (1965)
- La ragazza made in Paris (Made in Paris), regia di Boris Sagal (1966)
- Quelli della San Pablo (The Sand Pebbles), regia di Robert Wise (1966)
- Gli occhi della notte (Wait Until Dark), regia di Terence Young (1967)
- Un giorno... di prima mattina (Star!), regia di Robert Wise (1968)
- Abbandonati nello spazio (Marooned), regia di John Sturges (1969)
- Il colpo era perfetto, ma... (Midas Run), regia di Alf Kjellin (1969)
- La spina dorsale del diavolo (The Deserter), regia di Burt Kennedy (1971)
- Le mogli (Doctors' Wives), regia di George Schaefer (1971)
- Cielo rosso all'alba (Red Sky at Morning), regia di James Goldstone (1971)
- Catlow, regia di Sam Wanamaker (1971)
- Notte sulla città (Un Flic), regia di Jean-Pierre Melville (1972)
- Lo chiamavano Mezzogiorno (Un hombre llamado Noon), regia di Peter Collinson (1973)
- Io non credo a nessuno (Breakheart Pass), regia di Tom Gries (1976)
- Le radici della paura (The Evil), regia di Gus Trikonis (1978)
- Squilli di sangue (Stone Cold Dead), regia di George Mendeluk (1979)
- La nave fantasma (Death Ship), regia di Alvin Rakoff (1980)
- Brivido caldo (Body Heat), regia di Lawrence Kasdan (1981)
- Rambo (First Blood), regia di Ted Kotcheff (1982)
- Tavolo per cinque (Table for Five), regia di Robert Lieberman (1983)
- Flamingo Kid (The Flamingo Kid), regia di Garry Marshall (1984)
- Rambo 2 - La vendetta (Rambo: First Blood Part II), regia di George P. Cosmatos (1985)
- Una vacanza di troppo (Summer Rental), regia di Carl Reiner (1985)
- Rambo III, regia di Peter MacDonald (1988)
- Leviathan, regia di George P. Cosmatos (1989)
- Hot Shots! 2 (Hot Shots! Part Deux), regia di Jim Abrahams (1993)
- Jade, regia di William Friedkin (1995)
- Sabrina, regia di Sydney Pollack (1995)
- Il fuggitivo della missione impossibile (Wrongfully Accused), regia di Pat Proft (1998)

### Televisione
- All's Fair – serie TV, 24 episodi (1976-1977)
- Il cane infernale (Devil Dog: The Hound of Hell), regia di Curtis Harrington – film TV (1978)
- Colorado (Centennial) – miniserie TV (1978)
- Passions – film TV (1984)
- Squaring the Circle – film TV (1984)
- Terrore in sala (Terror in the Aisles), regia di Andrew J. Kuehn – film TV (1984)
- Doubletake – film TV (1985)
- Lui, lei e gli altri (It Takes Two) – serie TV, 22 episodi (1982-1983)
- The Rape of Richard Beck – film TV (1985)
- The High Price of Passion – film TV (1986)
- Sulle ali delle aquile (On Wings of Eagles) – miniserie TV (1986)
- A Case of Deadly Force – film TV (1986)
- Plaza Suite – film TV (1987)
- Kids Like These – film TV (1987)
- Police Story – film TV (1987)
- Internal Affairs – film TV (1988)
- Gli strangolatori della collina (The Case of the Hillside Stranglers) – film TV (1989)
- Omicidio in bianco e nero (Murder in Black and White), regia di Robert Iscove – film TV (1990)
- Pros and Cons – serie TV, 12 episodi (1991-1992)
- Intruders – film TV (1992)
- La scena del delitto – film TV (1994)
- JAG - Avvocati in divisa (JAG) – serie TV, 2 episodi (1995-1996)
- Heart Full of Rain – film TV (1997)
- Segreti di famiglia (Deep Family Secrets), regia di Arthur Allan Seidelman – film TV (1997)
- 20000 leghe sotto i mari – film TV (1997)
- Cold Case – film TV (1997)
- Chicago Hope – serie TV, 1 episodio (1999)
- To Serve and Protect – film TV (1999)
- Giudice Amy (Judging Amy) – serie TV, 12 episodi (2000-2003)
- By Dawn's Early Light – film TV (2000)
- La signora in giallo - Appuntamento con la morte (A Story to Die for) – film TV (2000)
- Il giorno dell'attentato a Reagan (The Day Reagan Was Shot) – film TV (2001)
- Out of the Ashes, regia di Joseph Sargent – film TV (2003)

### Regista
- The Andy Griffith Show – serie TV, 8 episodi (1963-1964)
- No Time for Sergeants – serie TV, 1 episodio (1964)
- Wendy and Me – serie TV, 1 episodio (1964)
- Vacation Playhouse – serie TV, 1 episodio (1965)
- Baby Makes Three – film TV (1966)
- The Cheerleaders – film TV (1976)
- James – serie TV, 1 episodio (1977)
- Lou Grant – serie TV, 1 episodio (1977)
- Nonno va a Washington (Grandpa Goes to Washington) – serie TV, 1 episodio (1978)
- Agenzia Rockford (The Rockford Files) – serie TV, 1 episodio (1978)
- Il giorno in cui le allodole voleranno (Better Late Than Never) – film TV (1979)
- Turnabout – serie TV, 1 episodio (1979)
- Allison Sydney Harrison – film TV (1983)

### Produttore
- Baby Makes Three – film TV (1966)
- Capitan Newman – film TV (1972)

## Riconoscimenti
- Primetime Emmy Awards
  - 1985 – Migliore attore protagonista in una miniserie o film per La lunga notte di Richard Beck

## Doppiatori italiani
Nelle versioni in italiano delle opere in cui ha recitato, Richard Crenna è stato doppiato da:
- Pino Locchi in Un giorno... di prima mattina, Rambo, Rambo 2 - La vendetta
- Cesare Barbetti in A braccia aperte, Sabrina
- Walter Maestosi ne Gli occhi della notte, Gli strangolatori della collina
- Pino Colizzi in Abbandonati nello spazio, La spina dorsale del diavolo
- Michele Kalamera in Catlow, Segreti di famiglia
- Sergio Graziani in Io non credo a nessuno, Giudice Amy
- Alessandro Rossi in Rambo III, Il segreto del mare
- Oreste Rizzini in Leviathan, Jade
- Giuseppe Rinaldi in Quelli della "San Pablo"
- Pier Luigi Zollo in Notte sulla città
- Giancarlo Maestri in Lo chiamavano Mezzogiorno
- Luciano Melani in Brivido caldo
- Gianni Marzocchi in Flamingo Kid
- Gianfranco Bellini in Una vacanza di troppo
- Emilio Cappuccio in A Case of Deadly Force
- Sergio Rossi in Hot Shots! 2
- Franco Zucca in 20.000 leghe sotto i mari
- Vittorio Di Prima ne Il fuggitivo della missione impossibile
- Gino La Monica ne La signora in giallo - Appuntamento con la morte
- Elio Zamuto in Alle prime luci dell'alba
- Pietro Biondi ne Il giorno dell'attentato a Reagan

Da doppiatore è sostituito da:
- Renato Mori ne Il gabbiano Jonathan Livingston